# Royalizmus
A royalizmus szó jelentése: királypárti.
A történelem folyamán ahány kor, annyiféle indokkal és céllal lehetett egy adott személy royalista (royalizmust hirdető személy). A royalizmus akkor tűnik fel a történelemben, amikor a királyság intézményének megjelennek alternatívái, a nemesi köztársaságtól a demokrácia különböző fokozatain át a diktatúrákig (pl. kommunista). A fennálló rendszerrel szemben a királyság államformájának támogatása, illetve a létező királyságban annak támogatása nevezhető royalizmusnak.
A történelem első royalistái az angol polgári forradalom idején a Stuart-ház hívei voltak.